# Ким Сонъиль (чиновник)
Ким Сонъиль (кор. 金誠一, 김성일; 1538—1593) — корейский государственный деятель, гражданский чиновник в Чосоне. Представитель Восточной фракции.

## Биография
С 1564 года учился в Сонгюнгване.
В 1573 году находился на должностях писаря Министерств церемоний и общественных работ. В 1577 году был членом посольства благодарности в Империю Мин. В 1580 и 1583 годах исполнял обязанности ванского инспектора из обороны в южных провинциях Кореи.
В 1586 году ушёл в отставку, взяв на себя ответственность за пожар в Храме земли.
В 1590 году исполнял обязанности вице-посла в Японии. По возвращении отрицал возможность нападения японцев на Корею. После начала Имдинской войны в 1592 году избежал старты[чего?] благодаря вмешательству министра и правого ванского советника Лю Соннёна. Воевал против японцев в провинции Кёнсан, где занялся организацией партизанских отрядов ыйбён.
В 1593 году умер от болезни.